# 二十五、二十一
『二十五、二十一』（にじゅうご、にじゅういち、朝: 스물다섯 스물하나）は、韓国のtvNで2022年2月12日から同年4月3日まで放送されたテレビドラマ。日本では、動画配信サービスのNetflixで配信されている。

## 概要
本作は、未曾有の経済危機に揺れる1990年代の韓国を主な背景に、時代の混乱の中で出会った若者たちの愛と青春の物語である。誰しもの記憶のどこかにおぼろげに残る、フィルターで補正され、美化された可笑しくも切ない青春時代を描く。
主演は、映画『お嬢さん』や『スペース・スウィーパーズ』、テレビドラマ『ミスター・サンシャイン』などで主演を務めたキム・テリと、テレビドラマ『スタートアップ: 夢の扉』や『恋のゴールドメダル〜僕が恋したキム・ボクジュ』などで知られるナム・ジュヒョク。監督は、『恋愛ワードを入力してください〜Search WWW〜』や『君は私の春』、『ザ・キング: 永遠の君主』などのテレビドラマで監督を務めたチョン・ジヒョンが担当し、同じく『恋愛ワードを入力してください〜Search WWW〜』などを執筆したクォン・ドウンが脚本を務めた。
韓国では、第2話から3週連続で同時間帯の視聴率1位を記録。また、グッドデータコーポレーションが発表したテレビドラマ話題性部門で4週連続1位となり、ドラマ出演者話題性部門でもキム・テリが1位、ナム・ジュヒョクが2位に計3週ランクイン。コンテンツ影響力指数（CPI Powered by RACOI）でもドラマ部門1位を獲得するなど注目を集めた。
なお、2022年時点の韓国では主に数え年が用いられており、本作の登場人物の年齢も数え年のものである。

## ストーリー
新型コロナウイルス感染症の世界的流行のさなかにある現代の韓国。41歳のナ・ヒド（キム・ソヒョン）は一人娘のミンチェ（チェ・ミョンビン）をバレエコンクールに送り出すが、ミンチェは本番直前で逃げ出してしまう。バレエを続けるかどうか悩むミンチェは、祖母の家でヒドの学生時代の日記を発見し、母親の知られざる過去を手繰り始める。
時は遡り、1998年、アジア通貨危機及びIMF経済危機下の韓国。ソンジュン女子高校のフェンシング部に所属していた18歳のヒド（キム・テリ）は、アナウンサーの母親と2人暮らしをしながら部活動に精を出していた。幼い頃はフェンシング界の神童と呼ばれていたヒドだったが、成績は伸び悩み、負け続きの毎日。そんな彼女の密かな心の支えは、フェンシングの韓国代表で国際大会金メダリストのコ・ユリム（ボナ）。同い年で憧れのユリムのライバルになるべく練習に励むが、経済危機のあおりを受けてフェンシング部が廃部に。夢を諦めきれないヒドは、ユリムが在籍するテヤン高校に転校し、彼女と同じフェンシング部に入部するという妙案を思いつく。問題を起こした生徒には「強制転校」という罰則が科せられることを知り、あの手この手で騒動を起こそうとするヒド。しかし、母親の猛反対もあって計画は難航する。
裕福な家庭で何不自由ない生活を送っていた22歳のペク・イジン（ナム・ジュヒョク）もまた、経済危機の余波で父親の会社が倒産し、生活が一変。家族は離散し、新聞配達や貸本屋のアルバイトで生計を立てていた。ある日、新聞配達の道中でヒドに出会ったイジンは、その天真爛漫な性格に気圧されながらも度々交流をもつようになる。時代の波に翻弄され夢を諦めたイジンと、それでも夢を追い続けるヒド。彼女たちの長く瑞々しい青春が始まる。

## 登場人物

### 主要人物
ナ・ヒド
演 - キム・テリ（幼少期：オク・イェリン / 中年期：キム・ソヒョン）、声 - 木下紗華
ソンジュン女子高校のフェンシング部員だったが、IMF経済危機の影響で廃部となったためテヤン高校に転校。念願叶って憧れのユリムの所属するフェンシング部で活動することになる。幼い頃は天才と呼ばれるほどのフェンシングの腕前だった。時代の混乱や周囲の反対など障壁に阻まれながらも、フェンシングに情熱を懸け続ける。
ペク・イジン
演 - ナム・ジュヒョク、声 - 宮崎遊
新聞配達や貸本屋でアルバイトを行っている。企業経営者の息子で名門大学に通うなど充実した日々を送っていたが、IMF経済危機の影響で親の企業が倒産し、大学も休学を余儀なくされる。高校時代はテヤン高校に通い、放送部やバンド部に所属していた。
コ・ユリム
演 - ボナ（宇宙少女）、声 - 北川里奈（幼少期：キョン・ダウン）
テヤン高校フェンシング部で、韓国代表として国際大会で金メダルを獲得する実力をもつ。「ゾウの軽食店」という実家の小さな食堂を手伝いながら、ストイックにフェンシングに打ち込む。
ムン・ジウン
演 - チェ・ヒョヌク、声 - 阿座上洋平
テヤン高校の生徒で、ヒドやユリムのクラスメイト。「7組のイケメン」という異名をもつ、当時のインフルエンサー的存在。バンド部所属で、「ジャングルの王子」というバンドでボーカルを担当している。
チ・スンワン
演 - イ・ジュミョン、声 - 濱口綾乃
テヤン高校の生徒で、ヒドやユリムのクラスメイト。学級委員であり、放送部に所属する。学年1位の成績を誇る秀才である一方で、海賊放送のラジオDJも務めている。

### ナ・ヒドの周辺人物
シン・ジェギョン
演 - ソ・ジェヒ、声 - 魏涼子
ヒドの母親。テレビ局UBSのアナウンサーで、9時台のニュースのメインキャスター。
ヤン・チャンミ
演 - キム・ヘウン、声 - 石塚理恵
テヤン高校フェンシング部のコーチ。
キム・ミンチェ
演 - チェ・ミョンビン
ヒド（中年期）の娘。幼少期からバレエを習っている。

### ペク・イジンの周辺人物
ペク・イヒョン
演 - チェ・ミニョン
イジンの弟。チェウォン中学校の生徒。

### その他の人物
イジンの父親
演 - パク・ユンヒ、声 - 波多野和俊
イジンの母親
演 - キム・ヨンソン、声 - 岡純子
イジンの叔父
演 - パク・ジョンピョ、声 - 左座翔丸
スンワンの母親
演 - ソ・ヒジョン
ユリムの父親
演 - キム・ドンギュン、声 - 和優希

### 特別出演
コーチ
演 - イ・ジュンオク、声 - 石塚理恵
ソンジュン女子高校フェンシング部のコーチ（第1・7話）。
ファン・ボミ
演 - チョン・ユミン
ソンジュン女子高校の生徒。ヒドがテヤン高校に転校するために喧嘩を挑んだ不良（第1話）。
チョン・ホジン
演 - チェ・テジュン、声 - 石毛翔弥
フェンシング韓国代表選手（第6・12話）。
パクPD
演 - ユン・ジュマン
UBSバラエティ局のプロデューサー（第9・10話）。
ソ・ヨンソン
演 - ユン・セウン
テヤン高校の学年主任（第12話）。
キム・ジュノ
演 - キム・ジュノ
韓国のフェンシング選手（第13話）。
携帯電話代理店の店主
演 - キム・ナムヒ
カップル料金制を解約するため、ヒドとイジンから同意書をもらった店主（第16話）。
ペク・イヒョン（青年期）
演 - カン・フン
イジンの弟（第16話）。

## 放送日程
| 放送話 | 韓国放送日    | 韓国視聴率 | 韓国視聴率 | 放送話     | 韓国放送日    | 韓国視聴率 | 韓国視聴率 |
| 放送話 | 韓国放送日    | 全国       | 首都圏     | 放送話     | 韓国放送日    | 全国       | 首都圏     |
| ------ | ------------- | ---------- | ---------- | ---------- | ------------- | ---------- | ---------- |
| 第1話  | 2022年2月12日 | 6.370%     | 7.799%     | 第10話     | 2022年3月13日 | 10.879%    | 12.660%    |
| 第2話  | 2022年2月13日 | 8.010%     | 8.867%     | 第11話     | 2022年3月19日 | 10.887%    | 12.410%    |
| 第3話  | 2022年2月19日 | 8.182%     | 8.981%     | 第12話     | 2022年3月20日 | 10.675%    | 12.528%    |
| 第4話  | 2022年2月20日 | 8.787%     | 9.972%     | 第13話     | 2022年3月26日 | 9.927%     | 11.001%    |
| 第5話  | 2022年2月26日 | 7.956%     | 8.960%     | 第14話     | 2022年3月27日 | 10.308%    | 11.451%    |
| 第6話  | 2022年2月27日 | 9.817%     | 11.065%    | 第15話     | 2022年4月2日  | 9.592%     | 10.302%    |
| 第7話  | 2022年3月5日  | 9.718%     | 10.380%    | 第16話     | 2022年4月3日  | 11.513%    | 12.636%    |
| 第8話  | 2022年3月6日  | 10.900%    | 11.734%    |            |               |            |            |
| 第9話  | 2022年3月12日 | 10.622%    | 12.043%    | 視聴率平均 | 視聴率平均    | 9.636%     | 10.799%    |

## 音楽

### オリジナルサウンドトラック

#### Part.1
| #         | タイトル             | 作詞      | 作曲・編曲 | アーティスト  | 時間 |
| --------- | -------------------- | --------- | ---------- | ------------- | ---- |
| 1.        | 「Starlight」        |           |            | テイル（NCT） | 3:45 |
| 2.        | 「Starlight」(Inst.) |           |            |               | 3:45 |
| 合計時間: | 合計時間:            | 合計時間: | 7:30       |               |      |

#### Part.2
| #         | タイトル                                                                   | 作詞      | 作曲・編曲 | アーティスト | 時間 |
| --------- | -------------------------------------------------------------------------- | --------- | ---------- | ------------ | ---- |
| 1.        | 「눈이 부시도록 너를 비춰줄게」(Shine on You with Blinding Flash of Light) |           |            | ペ・ギソン   | 3:13 |
| 2.        | 「눈이 부시도록 너를 비춰줄게」(Inst.)                                     |           |            |              | 3:13 |
| 合計時間: | 合計時間:                                                                  | 合計時間: | 6:26       |              |      |

#### Part.3
| #         | タイトル                       | 作詞      | 作曲・編曲 | アーティスト | 時間 |
| --------- | ------------------------------ | --------- | ---------- | ------------ | ---- |
| 1.        | 「아주, 천천히」(Very, Slowly) |           |            | BIBI         | 3:34 |
| 2.        | 「아주, 천천히」(Inst.)        |           |            |              | 3:34 |
| 合計時間: | 合計時間:                      | 合計時間: | 7:08       |              |      |

#### Part.4
| #         | タイトル                       | 作詞      | 作曲・編曲 | アーティスト | 時間 |
| --------- | ------------------------------ | --------- | ---------- | ------------ | ---- |
| 1.        | 「존재만으로」(Your Existence) |           |            | Wonstein     | 3:24 |
| 2.        | 「존재만으로」(Inst.)          |           |            |              | 3:24 |
| 合計時間: | 合計時間:                      | 合計時間: | 6:48       |              |      |

#### Part.5
| #         | タイトル       | 作詞      | 作曲・編曲 | アーティスト          | 時間 |
| --------- | -------------- | --------- | ---------- | --------------------- | ---- |
| 1.        | 「Go!」        |           |            | ドギョム（SEVENTEEN） | 3:29 |
| 2.        | 「Go!」(Inst.) |           |            |                       | 3:29 |
| 合計時間: | 合計時間:      | 合計時間: | 6:58       |                       |      |

#### Part.6
| #         | タイトル                      | 作詞      | 作曲・編曲 | アーティスト    | 時間 |
| --------- | ----------------------------- | --------- | ---------- | --------------- | ---- |
| 1.        | 「Stardust love song」        |           |            | ジヒョ（TWICE） | 4:11 |
| 2.        | 「Stardust love song」(Inst.) |           |            |                 | 4:11 |
| 合計時間: | 合計時間:                     | 合計時間: | 8:22       |                 |      |

#### Part.7
| #         | タイトル        | 作詞      | 作曲・編曲 | アーティスト                                                                   | 時間 |
| --------- | --------------- | --------- | ---------- | ------------------------------------------------------------------------------ | ---- |
| 1.        | 「With」        |           |            | キム・テリ、ナム・ジュヒョク、ボナ（宇宙少女）、チェ・ヒョヌク、イ・ジュミョン | 4:29 |
| 2.        | 「With」(Inst.) |           |            |                                                                                | 4:29 |
| 合計時間: | 合計時間:       | 合計時間: | 8:58       |                                                                                |      |

#### Part.8
| #         | タイトル          | 作詞      | 作曲・編曲 | アーティスト | 時間 |
| --------- | ----------------- | --------- | ---------- | ------------ | ---- |
| 1.        | 「가보자」(Free)  |           |            | Xydo         | 3:46 |
| 2.        | 「가보자」(Inst.) |           |            |              | 3:46 |
| 合計時間: | 合計時間:         | 合計時間: | 7:32       |              |      |

#### Part.9
| #         | タイトル                  | 作詞      | 作曲・編曲 | アーティスト | 時間 |
| --------- | ------------------------- | --------- | ---------- | ------------ | ---- |
| 1.        | 「너의 세상」(Your World) |           |            | SURL         | 3:27 |
| 2.        | 「너의 세상」(Inst.)      |           |            |              | 3:27 |
| 合計時間: | 合計時間:                 | 合計時間: | 6:54       |              |      |

### その他
- 「스물다섯, 스물하나」 – 韓国のバンドである紫雨林のアルバム『Goodbye, grief.（朝鮮語版）』（2013年発売）に収録されている本作の原題と同名の楽曲で、予告編や本編で使用されている。
- 「해결사（The Solver）」 – 韓国のアイドルグループである神話のアルバム『신화（朝鮮語版）』（1998年発売）に収録されている楽曲。フェンシングの韓国代表選手になるためにヤンコーチがヒドに与えた練習メニューの一つであるダンスの指定楽曲として使用されている。

## 受賞歴

### 2022年度
- 第58回百想芸術大賞 - TV部門 女性最優秀演技賞（キム・テリ）[12]
- 第58回百想芸術大賞 - 人気賞（キム・テリ）[12]
- コリアドラマアワーズ - 女性新人賞（ボナ）[13]